# Washington megye (Oklahoma)
Washington megye az Amerikai Egyesült Államokban, azon belül Oklahoma államban található. Megyeszékhelye és legnagyobb városa Bartlesville. Lakosainak száma 52 455 fő (2020. április 1.). Washington megye Montgomery, Tulsa, Nowata, Rogers, Chautauqua és Osage megyékkel határos.

## Népesség
A megye népességének változása:
| Lakosok száma | 51 087 | 51 536 | 51 692 | 51 577 | 52 021 | 52 455 |
|               | 2010   | 2011   | 2012   | 2013   | 2015   | 2020   |